# Topolino e i folletti di Natale
Topolino e i folletti di Natale (Pluto's Christmas Tree) è un film del 1952 diretto da Jack Hannah. È un cortometraggio animato della serie Mickey Mouse, prodotto dalla Walt Disney Productions e uscito negli Stati Uniti il 21 novembre 1952, distribuito dalla RKO Radio Pictures. Nel novembre 2001 fu incluso nel film d'animazione direct-to-video Il bianco Natale di Topolino - È festa in casa Disney. A partire dal 1986 è più noto come L'albero di Natale di Pluto.
Per più di trent'anni è stato l'ultimo film in cui Topolino appariva insieme a Paperino, Pippo e Minni, fino all'uscita del Canto di Natale di Topolino (1983).

## Trama
Topolino abbatte l'abete di Cip e Ciop per farne un albero di Natale e, una volta a casa, lo addobba. Topolino se ne va e Pluto scopre la presenza degli scoiattoli; cerca perciò di avvertire il padrone, ma ogni volta non viene capito. Cip e Ciop però infastidiscono Pluto, che li attacca gettandosi dentro l'albero, distruggendolo. Topolino scopre quindi gli scoiattoli, ma poiché a Natale si é tutti più buoni, perdona Pluto e consente a Cip e Ciop di restare. I quattro sentono un canto provenire dall'esterno, e scoprono che si tratta di Paperino, Pippo e Minni che cantano Deck the Halls. Al loro canto si uniscono anche Cip e Ciop e Pluto. Ma i due scoiattoli, che trovano il suo ululato fastidiosissimo, gli attaccano sulla bocca un adesivo con scritto: 'Non aprire fino a Natale'.

## Distribuzione

### Edizione italiana
Il corto uscì nel 1957 in lingua originale. Il primo doppiaggio italiano conosciuto è quello realizzato nel 1982 a Milano per l'inclusione nella VHS Cartoons Disney 3. Nel 1989, in occasione di una riedizione in VHS dell'episodio Buon Natale a tutti voi della serie Disneyland, venne realizzato un nuovo doppiaggio ad opera del Gruppo Trenta. Questa versione fu usata anche per le successive edizioni VHS e per la trasmissione televisiva. Tale doppiaggio venne modificato nel 2001 dalla Royfilm per l'uscita del film Il bianco Natale di Topolino - È festa in casa Disney, doppiando la canzone finale in italiano altrimenti rimata in originale, e tale edizione fu inclusa in DVD.

### Cinema
- Pluto's Christmas Tree (1957)[4]

### Edizioni home video

#### VHS
- Cartoon festival III (settembre 1982[6], riedita nel 1985 con il titolo Cartoons Disney 3)[1]
- Da noi a tutti voi (novembre 1986)[7][8][5]
- Canto di Natale di Topolino (ottobre 1990)[2]
- Canto di Natale di Topolino (novembre 1997)[9]

#### DVD
Il cortometraggio è incluso nei DVD Walt Disney Treasures: Topolino star a colori - Vol. 2 e Favoloso Natale con gli amici Disney!.